# Parafia św. Jakuba w Kłodawie
Parafia św. Jakuba w Kłodawie – rzymskokatolicka parafia usytuowana we wsi Kłodawa, przy ulicy Gdańskiej w gminie Trąbki Wielkie. Wchodzi w skład dekanatu Trąbki Wielkie w archidiecezji gdańskiej.